# Erich B. Cahn
Erich Bernhard Cahn (* 24. Februar 1913 in Frankfurt am Main; † 26. April 1993 in Bern) war ein deutscher Numismatiker und Münzhändler; seit 1948 war er Schweizer Staatsbürger.

## Leben
Erich B. Cahn stammte aus einer Frankfurter Münzhändlerfamilie. Sein Großvater Adolph E. Cahn (1840–1918) gründete 1874 in Frankfurt eine Münzhandlung, die auch bedeutende Auktionen durchführte. Sein Vater Ludwig (Theodor) Cahn (1877–1924) und dessen Bruder Julius Cahn (1871–1935) leiteten die väterliche Münzhandlung nach dem Ersten Weltkrieg gemeinsam. Nach der erzwungenen Emigration wegen seiner jüdischen Abstammung ging er Anfang Oktober 1933 mit seinem Bruder Herbert A. Cahn nach Basel. Bereits 1934 gründeten die Brüder  dort die Münzhandlung Basel AG, seit 1941 Münzen und Medaillen AG, die zu einer der bedeutendsten Münzhandlungen der Welt wurde. Hier war er für die mittelalterlichen und modernen Münzen zuständig. 1983 erhielt er den Otto-Paul-Wenger-Preis des Verbandes der Schweizerischen Berufsnumismatiker.
Sein Spezialgebiet war die schweizerische und süddeutsche Münzgeschichte.

## Schriften (Auswahl)
- Fribourg (= Schweizerische Münzkataloge. 1). Bern 1949.
- Die Münzen des Hochstifts Eichstätt (= Bayerische Münzkataloge. 3, ZDB-ID 2482454-9). Geiger, Grünwald bei München 1962.
- Adrian de Vries und seine kirchlichen Bronzekunstwerke in Schaumburg (= Schaumburger Studien. 15, ISSN 0581-9660). Bösendahl, Rinteln 1966.
- Münzgeschichte und Münzkatalog des Herzogtums und Kurfürstentums Bayern. Von der Münzreform des Jahres 1506 bis zum Tode des Kurfürsten Ferdinand Maria 1679 (= Bayerische Münzkataloge. 6). Geiger, Grünwald bei München 1968, (Dissertation Universität Basel 1966).
- Schöne Münzen der Stadt Basel. = Belles monnaies de la Ville de Bâle. = Nice coins of the city of Basle (= Schriften des Historischen Museums Basel. 3, ZDB-ID 188595-9). Historisches Museum Basel, Basel 1975.
- Der Frankfurter Münzhandel 1924–1934. In: 75 Jahre Frankfurter Numismatische Gesellschaft. Frankfurter Numismatische Gesellschaft u. a., Frankfurt am Main u. a. 1981, ISBN 3-87280-010-8, S. 135–158.